# Aleksandar Kukolj
Aleksandar Kukolj (* 9. September 1991 in Prag) ist ein serbischer Judoka. 2017 war Kukolj Europameister im Mittelgewicht, 2021 war er Weltmeisterschaftszweiter im Halbschwergewicht.

## Sportliche Karriere
Der 1,94 m große Kukolj trat bis 2010 im Halbmittelgewicht, der Gewichtsklasse bis 81 Kilogramm an. 2009 war er Siebter der U20-Weltmeisterschaften. 2010 gewann er seinen ersten serbischen Meistertitel. Bei den U20-Europameisterschaften belegte er 2010 den zweiten Platz, bei den U23-Europameisterschaften erkämpfte er eine Bronzemedaille. 

### 2011 bis 2019
Ab 2011 trat Kukolj im Mittelgewicht an, der Gewichtsklasse bis 90 Kilogramm. Bei den Europameisterschaften 2012 unterlag er im Viertelfinale dem Franzosen Romain Buffet, den Kampf um eine Bronzemedaille verlor er gegen den Deutschen Christophe Lambert. Kurz darauf gelang ihm in Lissabon der erste Sieg in einem Weltcup-Turnier. Im Jahr darauf erreichte er bei den Europameisterschaften 2013 in Budapest nach Niederlagen gegen die Russen Kirill Denissow und Kirill Woprossow erneut den fünften Platz. Bei den Mittelmeerspielen in Mersin besiegte er im Halbfinale den Franzosen Axel Clerget und im Finale den Italiener Walter Facente. Zwei Wochen danach belegte er den fünften Platz bei der Universiade in Kasan. Ende 2013 unterlag er im Finale der U23-Europameisterschaften dem Ungarn Krisztián Tóth.
Die Europameisterschaften 2015 wurden im Rahmen der Europaspiele 2015 in Baku ausgetragen. Kukolj belegte nach Niederlagen gegen Krisztián Tóth und den Griechen Ilias Iliadis den siebten Platz. Im Jahr darauf belegte er bei den Europameisterschaften 2016 in Kasan den fünften Platz nach Niederlagen gegen den Franzosen Alexandre Iddir und den Polen Piotr Kuczera. Bei den Olympischen Spielen 2016 in Rio de Janeiro bezwang Kukolj in der ersten Runde den Slowenen Mihael Žgank, im Achtelfinale schied er gegen den späteren Olympiasieger Mashu Baker aus Japan aus. Ende 2016 gewann er die Grand-Slam-Turniere in Abu Dhabi und in Tokio. 
Seinen größten Erfolg bis dahin feierte Aleksandar Kukolj bei den Europameisterschaften 2017 in Warschau. Im Halbfinale bezwang er Mammadali Mehdiyev aus Aserbaidschan und im Finale siegte er gegen Axel Clerget. Bei den Weltmeisterschaften 2017 unterlag er im Halbfinale dem Slowenen Mihael Žgank und verlor den Kampf um Bronze gegen den Georgier Uschangi Margiani. Den Titel gewann Nemanja Majdov, 2017 kamen damit sowohl der Europameister als auch der Weltmeister im Mittelgewicht aus Serbien. 2018 schied Kukolj sowohl bei den Europameisterschaften als auch bei den Weltmeisterschaften in der ersten Runde aus. Bei den Militärweltmeisterschaften 2018 in Rio de Janeiro gewann er eine Bronzemedaille. 2019 schied Kukolj im Achtelfinale der Europaspiele in Minsk aus. 

### 2021 bis 2024
Nach seinem Aufstieg in die nächsthöhere Gewichtsklasse, das Halbschwergewicht bis 100 Kilogramm, schied er anderthalb Jahre lang bei allen internationalen Meisterschaften spätestens im Achtelfinale aus. Bei Grand-Slam-Turnieren erreichte er 2021 zweimal den fünften Platz. Erst bei den Weltmeisterschaften 2021 in Budapest erreichte er wieder ein Viertelfinale bei einer großen Meisterschaft. Im Viertelfinale bezwang er den Georgier Warlam Liparteliani und im Halbfinale den Kanadier Shady El Nahas. Nach seiner Niederlage gegen den Portugiesen Jorge Fonseca erhielt Kukolj die Silbermedaille. Anderthalb Monate später schied Kukolj bei den Olympischen Spielen in Tokio im Achtelfinale gegen den Südkoreaner Cho Gu-ham aus.
2022 gewann Kukolj eine Bronzemedaille bei den Mittelmeerspielen in Oran. 2024 belegte er den siebten Platz bei den Europameisterschaften in Zagreb. Bei den Olympischen Spielen 2024 in Paris schied Kukolj in seinem Auftaktkampf gegen den Ungarn Zsombor Vég aus. Mit dem Mixed-Team belegte Kukolj in Paris den siebten Platz.